# Psila flavigena
Psila flavigena är en tvåvingeart som beskrevs av Shatalkin 1986. Psila flavigena ingår i släktet Psila och familjen rotflugor. Inga underarter finns listade i Catalogue of Life.